# Waldnaab
Waldnaab – rzeka w Bawarii, jedna z rzek źródłowych Naab. Powstaje z połączenia Fichtelnaab i Tirschenreuther Waldnaab. Łączy się z Haidenaab.